# نقل الكتلة

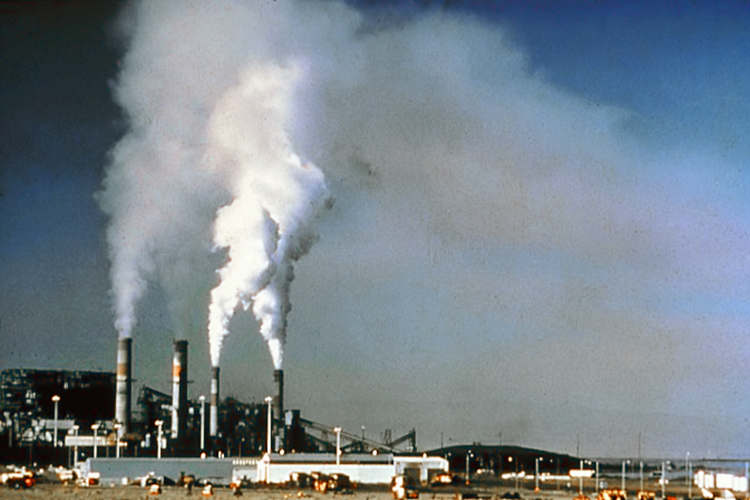

نقل الكتلة (بالإنجليزية: Mass transfer )‏ هو ناتج تحريك كتلة إلى موقع، وعادة ما تعني السيل من المكونات أو القطع . نقل الكتلة يحدث في العديد من العمليات، مثل امتصاص، والتبخر، والامتزاز، والتجفيف، والترشيح ، والتقطير. تستخدم نقل الكتلة في تخصصات علمية مختلفة وبآليات متعددة . تستخدم العبارة عادة في الهندسة الفيزيائية مثل الانتشار الجزيئي و حمل في الأنواع الكيميائية داخل النظم الفيزيائية.
بعض الأمثلة الشائعة لعمليات نقل الكتلة هي تبخر الماء من البركة إلى الغلاف الجوي، وتنقية الدم في الكلى والكبد، وتقطير الكحول. في العمليات الصناعية، وتشمل عمليات نقل الكتلة فصل المكونات الكيميائية في أعمدة التقطير، وامتصاص مثل أجهزة غسل الغاز، امتزاز مثل الأسرة الكربون المنشط، استخلاص سائل-سائل .
وغالبا ما يقترن نقل الكتلة إلى عمليات الميكانيك الحيوية ، على سبيل المثال في أبراج التبريد الصناعية. هذه الأبراج تنقل الحرارة باستخدام الكتلة عن طريق السماح لتدفق المياه الساخنة في ملامسة الهواء وتتبخر لأنها تمتص الحرارة من الجو.

## الفلك
في الفيزياء الفلكية، نقل الكتلة هي عملية تقوم بها الجاذبية لجسم مادي، وعادة يكون نجم، الجاذبية تملأ حيز روش ويصبح الجسم خاضع للجسم الأخر، عادة يكون جسم مضغوط (قزم أبيض، نجم نيوتروني أو ثقب أسود)، و تتراكم هذه المواد على الجسم . نقل الكتلة ظاهرة شائعة في الأنظمة النجمية الثنائية، ويمكن أن تلعب دورا هاما في بعض أنواع النجوم المتفجرة والنجوم النابضة.

## الكيمياء
نقل الكتلة مستخدم بكثرة في المشاكل الهندسة الكيميائية. يتم استخدامه في هندسة رد فعل، هندسة نقل الحرارة، والعديد من التخصصات الفرعية الأخرى من الهندسة الكيميائية.قوة نقل الكتلة هي الفرق في المكون الكيميائي، و تعرف بحركة المادة الكيميائية من المناطق ذات كمون كيميائي عالي إلى مناطق الكمون المنخفض.

## الحرارة والكتلة، ونقل الزخم
هناك أوجه تشابه ملحوظ في المعادلات التفاضلية التقريبية تستخدم عادة للزخم والحرارة ونقل الكتلة. معادلات نقل الجزيئي و قانون نيوتن للسوائل (مائع نيوتوني ) يتشابهان في قانون عدد رينولدز (تدفق ستوكس)، قانون التوصيل الحراري، والقانون (فيك ) للكتلة متشابهان جدا، لأن كلها تستخدم التقريبية الخطية لنقل الكميات.